# Ras Kasr
Ras Kasr – przylądek w północno-wschodniej Afryce, na granicy Erytrei i Sudanu nad Morzem Czerwonym. Jest to najbardziej wysunięty na północ punkt w Erytrei i najbardziej wysunięty na wschód punkt w Sudanie. Powierzchnia przylądka jest płaska i rzadko porośnięta roślinnością. 